# Enrique Coronel Zegarra y Castro

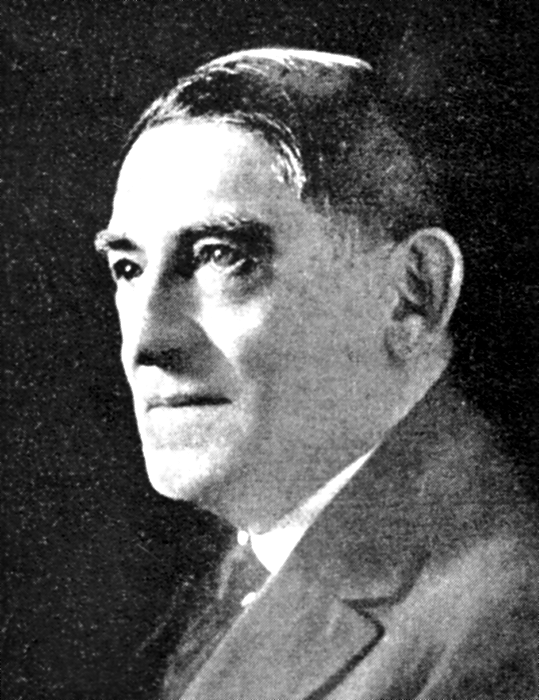
Enrique Coronel Zegarra y Castro (1900)

Enrique Coronel Zegarra y Castro (* 6. Mai 1851 in Piura; † 14. Oktober 1919 in Lima) war ein peruanischer Politiker der Partido Demócrata, der unter anderem 1900 kurzzeitig Premierminister von Peru war.

## Leben
Enrique Coronel Zegarra y Castro, Sohn des Diplomaten und Politikers Cipriano Coronel Zegarra, absolvierte ein Studium im Fach Bauingenieurwesen am Rensselaer Polytechnic Institute in Troy und kehrte nach seinem Abschluss 1874 als Bauingenieur nach Peru zurück. Er war für die Compañía de Fomento y Obras Públicas tätig und arbeitete am Bau des Bewässerungskanals von Chimbote mit. Nach Beginn des Salpeterkrieges gegen Chile 1879 trat er in das Freiwilligenbataillon seiner Geburtsstadt (Batallón Cívicos de Piura) ein und ging nach dem Fall von Lima 1881 ins Exil nach Panama, wo er bis 1887 am Bau des Panamakanals mitarbeitete. Danach war er als Bauingenieur in Ecuador beim Bau der Eisenbahnlinie von Quito nach Guayaquil tätig. Nach seiner erneuten Rückkehr nach Peru 1891 war er am Bau der Eisenbahnverbindung zwischen Piura und Catacaos, dem Bau von Bewässerungsmaschinenanlagen sowie des Hafens von Piura beteiligt.
Ende des 19. Jahrhunderts begann Coronel Zegarra seine politische Laufbahn in der Partido Demócrata, für die er 1895 in der Provinz Piura erstmals zum Mitglied des Senats gewählt wurde. Am 15. Dezember 1899 wurde er im Kabinett von Premierminister Enrique de la Riva-Agüero y Looz Minister für Entwicklung und öffentliche Arbeiten (Ministro de Fomento y Obras Públicas) und bekleidete dieses Ministeramt bis zum 7. August 1900. Kurz darauf löste er am 30. August 1900 Enrique de la Riva-Agüero y Looz als Premierminister von Peru (Presidente del Consejo de Ministros del Perú) ab, wurde aber nach seinem Rücktritt am 1. Oktober 1900 bereits am 2. Oktober 1900 wieder von Domingo Almenara Butler abgelöst. Zugleich fungierte er zwischen dem 30. August und dem 2. Oktober 1900 als Minister für Inneres und Polizei (Ministro de Gobierno y Policía) sowie zeitweilig noch als kommissarischer Minister für Krieg und Marine (Ministro de Guerra y Marina). 
1901 wurde er als Mitglied des Senats wiedergewählt und gehörte diesem bis 1908 an. Im Mai 1909 er als einer der maßgeblichen Anführer der Rebellion gegen Staatspräsident Augusto Leguía y Salcedo festgenommen. 1915 wurde er für die Provinz Piura abermals zum Mitglied des Senats gewählt, dem er nunmehr bis zu seinem Tode am 14. Oktober 1919 angehörte.